# Воуз, Джордж
Джордж Во́уз (англ. George Vose; 4 октября 1912, Сент-Хеленс — 20 июня 1981) — английский футболист, выступавший на позиции центрального хавбека. Считался «талантливым игроком, любящим работать с мячом и стремящимся помочь атаке своей команды».

## Биография
Родился в Сент-Хеленсе, Ланкашир. Выступал за клуб за «Писли Кросс Атлетик». В сентябре 1932 года перешёл в «Манчестер Юнайтед». Дебютировал в основном составе «красных» 26 августа 1933 года в матче Второго дивизиона против «Плимут Аргайл». Выступал за клуб на протяжении 6 сезонов, проведя 209 матчей и забив 1 гол (в игре против «Гримсби Таун»). В военный период выступал в качестве гостевого игрока за «Честер», «Манчестер Сити», «Стокпорт Каунти» и «Дерби Каунти». Покинул команду после войны, когда клуб возглавил Мэтт Басби.
Умер 20 июня 1981 года.

## Достижения
Манчестер Юнайтед
- Победитель Второго дивизиона: 1935/36

## Статистика выступлений
| Клуб              | Сезон   | Дивизион        | Лига | Лига | Кубок | Кубок | Итого | Итого |
| Клуб              | Сезон   | Дивизион        | Игры | Голы | Игры  | Голы  | Игры  | Голы  |
| ----------------- | ------- | --------------- | ---- | ---- | ----- | ----- | ----- | ----- |
| Манчестер Юнайтед | 1933/34 | Второй дивизион | 17   | 1    | 2     | 0     | 19    | 1     |
| Манчестер Юнайтед | 1934/35 | Второй дивизион | 39   | 0    | 3     | 0     | 42    | 0     |
| Манчестер Юнайтед | 1935/36 | Второй дивизион | 41   | 0    | 3     | 0     | 44    | 0     |
| Манчестер Юнайтед | 1936/37 | Первый дивизион | 26   | 0    | 1     | 0     | 27    | 0     |
| Манчестер Юнайтед | 1937/38 | Второй дивизион | 33   | 0    | 4     | 0     | 37    | 0     |
| Манчестер Юнайтед | 1938/39 | Первый дивизион | 39   | 0    | 1     | 0     | 40    | 0     |
| Манчестер Юнайтед | Итого   | Итого           | 195  | 1    | 14    | 0     | 209   | 1     |